# Zarzas
Zarzas ou Zarxes (Zarzas ou Zarxas, Ζάρζας, Ζάρξας) est un capitaine d'origine libyenne d'un corps de mercenaire au service de Carthage qui prit part à la révolte des mercenaires en 242 av. J.-C.
Acculé par Hamilcar Barca et mourant de faim, il doit se rendre. Hamilcar le fait crucifier (vers 238 av. J.-C.).